# Makdiops shevaroyensis
Espèce
Synonymes
- Selenops shevaroyensis Gravely, 1931

Makdiops shevaroyensis est une espèce d'araignées aranéomorphes de la famille des Selenopidae.

## Distribution
Cette espèce est endémique du Tamil Nadu en Inde,. Elle se rencontre dans le district de Salem dans les Servarayan Hills vers Yercaud.

## Description
Le mâle décrit par Sankaran, Caleb et Sebastian en 2020 mesure 6,64 mm.
La femelle décrite par Sankaran, Kadam, Sudhikumar et Tripathi en 2022 mesure 10,83 mm.

## Systématique et taxinomie
Cette espèce a été décrite sous le protonyme Selenops shevaroyensis par Gravely en 1931. Elle est placée dans le genre Makdiops par Sankaran, Caleb et Sebastian en 2020.

## Étymologie
Son nom d'espèce, composé de shevaroy et du suffixe latin -ensis, « qui vit dans, qui habite », lui a été donné en référence au lieu de sa découverte, les Shevaroy Hills.

## Publication originale
- Gravely, 1931 : « Some Indian spiders of the families Ctenidae, Sparassidae, Selenopidae and Clubionidae. » Records of the Indian Museum, vol. 33, p. 211-282.